# Caruso (cràter)
Caruso és un cràter d'impacte en el planeta Mercuri de 31 km de diàmetre. Porta el nom del cantant italià Enrico Caruso (1873-1921), i el seu nom va ser aprovat per la Unió Astronòmica Internacional el 2013.